# David Baker (pokerspeler)
David 'Bakes' Baker (Charlotte, 17 oktober 1986) is een professionele pokerspeler uit de Verenigde Staten. Hij heeft drie World Series of Poker titels op zijn naam staan. Zijn eerste titel won hij tijdens de World Series of Poker 2010 in het $10.000 No-Limit 2-7 Lowball-toernooi. Buiten de World Series of Poker won Baker onder andere een online-pokertoernooi, het Spring Championship of Online Poker toernooi, gesponsord door PokerStars. Bij dit toernooi uit 2009 won hij $215.000,-.
Baker won tot en met juni 2014 meer dan $2.750.000,- in live pokertoernooien.

## World Series of Poker bracelets
| Jaar | Toernooi                             | Prijs    |
| ---- | ------------------------------------ | -------- |
| 2010 | $10.000 No-Limit 2-7 Lowball         | $294.321 |
| 2012 | $10.000 H.O.R.S.E.                   | $451.779 |
| 2021 | $1.500 Limit 2-7 Lowball Triple Draw | $87.837  |